# Cecil R. King
Cecil Rhodes King (ur. 13 stycznia 1898 w Forcie Niagara, zm. 17 marca 1974 w Inglewood) – amerykański polityk, członek Partii Demokratycznej.

## Działalność polityczna
Od 1933 do 1935 i ponownie od 1937 zasiadał w Zgromadzeniu Stanowym Kalifornii. Następnie w okresie od 25 sierpnia 1942 do 3 stycznia 1969 przez czternaście kadencje był przedstawicielem 17. okręgu wyborczego w stanie Kalifornia w Izbie Reprezentantów Stanów Zjednoczonych.